# Загорский, Василий Георгиевич
Василий Георгиевич Загорский (рум. Vasile Zagorschi; 27 февраля 1926, село Кара-Махмед, Бессарабия — 1 октября 2003) — молдавский советский композитор, пианист и педагог. Автор романсов, инструментальных пьес, симфоний, кантат, балета, музыки к фильмам. Народный артист Молдавской ССР (1982).

## Биография
Учился в Кишиневской средней школе (1941-1944 гг.), затем в средней школе в Рамничу-Валче (1944-1945 гг.). В 1952 году окончил Кишиневскую консерваторию по классу композиции профессора Л. С. Гурова.
В 1947—1951 годах — преподаватель теоретических предметов музыкальной школы-десятилетки, в 1951—1953 — преподаватель и заместитель директора музыкального училища в Кишиневе.
В 1957—1959 годах — заместитель директора по учебной и научной работе Кишиневской консерватории, (с 1970 доцент).
В 1959—1962 годах — директор Молдавского театра оперы и балета.
С 1956 года — член правления, с 1964 — председатель Союза композиторов Молдавской ССР. С 1968 года — секретарь правления Союза композиторов СССР.
С 1978 по 1990 годы являлся членом Исполнительного совета Международного музыкального консилиума ЮНЕСКО.
Был членом КПСС с 1958 года. Депутат Верховного Совета Молдавской ССР 8-го созыва.
Умер 1 октября 2003 года.

## Награды и заслуги
- Орден Республики (1997).
- Два ордена Трудового Красного Знамени (в т.ч. 8 июня 1960).
- Народный артист Молдавской ССР (1982).
- Заслуженный деятель искусств Молдавской ССР (1960).
- Государственная премия Молдавской ССР (1968) — за Рапсодию для скрипки, двух фортепиано и группы ударных инструментов.